# 媒體對烏克蘭危機的報導
媒體對烏克蘭危機的報導是指乌克兰亲欧盟示威运动、2014年克里米亞危機、2014年乌克兰亲俄动乱、顿巴斯战争以及2022年俄羅斯入侵烏克蘭期間乌克兰媒體、西方媒體和俄羅斯媒體對一系列事件的報道。 俄罗斯、乌克兰和西方媒体被都人指责故意宣传和发动信息战。 
俄罗斯媒体發佈的有關俄烏沖突的新聞與乌克兰媒體發佈的新聞有很大不同，部分原因在於政府控制媒體的程度有所不同。另外根据列瓦达中心的数据，2021 年，三分之二的俄罗斯人聽到的新聞主要來自於國營电视台。  Research & Branding Group發佈的一项2021年2月的民意调查顯示，51%的乌克兰人喜歡上網看新聞，41%的人喜欢看电视上的新聞。 